# کریپل کریک (کلرادو)
کریپل کریک (به انگلیسی: Cripple Creek) شهری در ایالت کلرادو کشور ایالات متحده آمریکا است که جمعیت آن در سرشماری سال ۲۰۱۰ میلادی، ۱٬۱۸۹ نفر بوده‌است.